# Gesetz zur Ordnung der nationalen Arbeit

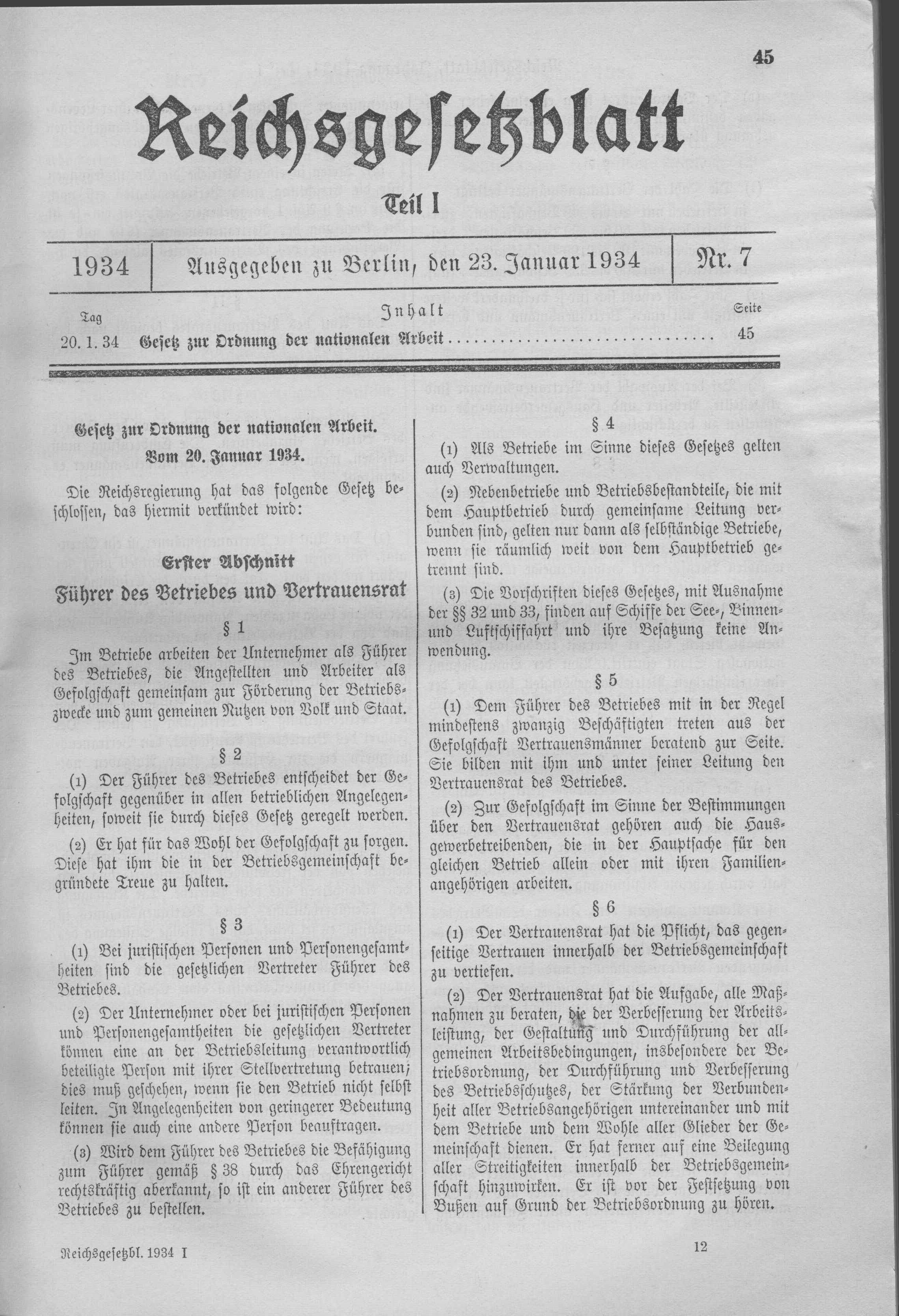
Gesetz zur Ordnung der nationalen Arbeit vom 20. Januar 1934

Das Gesetz zur Ordnung der nationalen Arbeit (kurz Arbeitsordnungsgesetz, AOG) wurde am 20. Januar 1934 von der NS-Führung erlassen. Es regelte den äußeren Aufbau der Betriebe und führte in der Wirtschaft das Führerprinzip ein.

## Bedeutung und Folgen
Mit Inkrafttreten dieses Gesetzes wurde das Wirtschaftsleben quasi gleichgeschaltet und auch hier das Führerprinzip eingeführt, wonach der Vorgesetzte als Betriebsführer die absolute Befehlsgewalt innehatte und ihm die Untergebenen als „Gefolgschaft“ (nicht etwa Belegschaft) zu unbedingtem Gehorsam verpflichtet waren. Damit war das Recht und die Möglichkeit zur Beschwerde stark eingeschränkt, das Mitbestimmungsrecht der Arbeitnehmer sogar völlig abgeschafft. Mit Inkrafttreten dieses Gesetzes wurden die letzten noch verbliebenen demokratischen Rechte innerhalb des Betriebes beseitigt, außerdem eine Betriebsjustiz eingeführt.
Dem Betriebsführer wurde die autokratische Stellung zurückgegeben, wie er sie im wilhelminischen Kaiserreich besessen hatte.
Der Unternehmer seinerseits hatte zwar innerbetrieblich eine umfassende Weisungsbefugnis, war jedoch seinerseits an Befehle des staatlich bestellten „Treuhänders der Arbeit“ gebunden, der in Bezug auf Arbeitszeit, Lohnpolitik und Arbeitsgestaltung bindende Anordnungen geben konnte. Die eigentliche Folge des Gesetzes zur Ordnung der nationalen Arbeit lag aus diesem Grund vor allem darin, die Lenkungs- und Aufsichtsbefugnis des Staates zu Lasten von Unternehmern und Arbeitnehmern zu stärken.
Auf einer Tagung hoher DAF-Funktionäre im Mai 1933 erklärte Robert Ley, der zentrale Zweck des Gesetzes sei „in der Praxis den Klassenkampf zu überwinden“.
Die Großindustrie hat auf den Inhalt des Gesetzes wesentlichen Einfluss genommen. Mit Werner Mansfeld und Wolfgang Pohl waren zwei in die Staatsbürokratie übergewechselte Industrievertreter führend an der Vorbereitung des Gesetzes beteiligt. Eine von Karl Raabe angeregte und unter der Leitung von Carl Köttgen ausgearbeitete Denkschrift der Industrie vom November 1933, die vor allem die Interessen der Schwerindustrie widerspiegelte, hat in weiten Teilen grundlegende Passagen des AOG vorformuliert. Allerdings wurden einige Vorschriften zur Entschärfung, des in Denkschrift offen ausgesprochenen ‚Herr-im-Hause’-Standpunktes, eingefügt.
Das Arbeitsordnungsgesetz sowie das Gesetz zur Ordnung der Arbeit in öffentlichen Verwaltungen und Betrieben vom 23. März 1934 wurden durch Kontrollratsgesetz Nr. 40 vom 30. November 1946 und Gesetz Nr. 56 vom 30. Juni 1947 aufgehoben.